# Одноцветный чёрный трупиал
Одноцветный чёрный трупиал (лат. Agelasticus cyanopus) — вид птиц рода Agelasticus семейства трупиаловых.

## Внешний вид
Длина тела составляет 18—21 см, масса 37,5—40,5 г. Выражен половой диморфизм. Самцы имеют полностью чёрную окраску. Самки несколько мельче. Внешний вид самок может очень сильно разниться  в зависимости от подвида. У них верхняя часть тела испещрена бурыми полосками; нижняя часть тела жёлтая, испещрена тёмными полосками; на лице тёмная "маска". Крылья рыжевато-коричневые с чёрными краями. Глаза чёрные; острый, длинный клюв чёрный.

## Распространение и места обитания
Распространены в Бразилии, Боливии, Аргентине, Перу, Парагвае. Обитают на болотах с обильной растительностью, а также по берегам мелководных водоёмов.

## Подвиды
Выделяют четыре подвида:
- A. c. beniensis (Parkes, 1966)
- A. c. cyanopus  (Vieillot, 1819)
- A. c. xenicus (Parkes, 1966)
- A. c. atroolivaceus (Wied-Neuwied, 1831)

В июне 2022 года к Южноамериканскому классификационному комитету поступило предложение признать подвид A. c. atroolivaceus отдельным видом рода Agelasticus. По состоянию на август 2022 года предложение находится на стадии рассмотрения.